# Grand Prix Júnior de Patinação Artística no Gelo na Turquia
O Grand Prix Júnior de Patinação Artística no Gelo na Turquia é uma competição internacional de patinação artística no gelo de nível júnior. A competição é organizada pela União Internacional de Patinação (ISU), e disputada no outono, em alguns anos, como parte do Grand Prix Júnior de Patinação Artística no Gelo.

## Edições
| Ano        | Edição               | Cidade sede          | Júnior               | Júnior               | Júnior               | Júnior               | Ref                  |
| Ano        | Edição               | Cidade sede          | M                    | F                    | P                    | D                    | Ref                  |
| ---------- | -------------------- | -------------------- | -------------------- | -------------------- | -------------------- | -------------------- | -------------------- |
| 2009       | 1.ª                  | Istambul             | •                    | •                    | –                    | •                    | [ 1 ]                |
| 2010– 2011 | Não houve competição | Não houve competição | Não houve competição | Não houve competição | Não houve competição | Não houve competição | Não houve competição |
| 2012       | 2.ª                  | Istambul             | •                    | •                    | –                    | •                    | [ 2 ]                |

Legenda
- –  Evento não disputado neste ano

## Lista de medalhistas

### Individual masculino
| Evento                   | Ouro                         | Prata                      | Bronze                 |
| Istambul 2009 (detalhes) | Yan Han · China              | Stanislav Kovalev · Rússia | Kento Nakamura · Japão |
| 2010–2011                | Não houve competição         | Não houve competição       | Não houve competição   |
| Istambul 2012 (detalhes) | Jason Brown · Estados Unidos | Alexander Petrov · Rússia  | Nam Nguyen · Canadá    |

### Individual feminino
| Evento                   | Ouro                         | Prata                        | Bronze                         |
| Istambul 2009 (detalhes) | Kiri Baga · Estados Unidos   | Sofia Biryukova · Rússia     | Christina Gao · Estados Unidos |
| 2010–2011                | Não houve competição         | Não houve competição         | Não houve competição           |
| Istambul 2012 (detalhes) | Leah Keiser · Estados Unidos | Park So-youn · Coreia do Sul | Satoko Miyahara · Japão        |

### Dança no gelo
| Evento                   | Ouro                                      | Prata                                            | Bronze                                            |
| Istambul 2009 (detalhes) | Ksenia Monko · Kirill Khaliavin · Rússia  | Ekaterina Pushkash · Jonathan Guerreiro · Rússia | Isabella Cannuscio · Ian Lorello · Estados Unidos |
| 2010–2011                | Não houve competição                      | Não houve competição                             | Não houve competição                              |
| Istambul 2012 (detalhes) | Alexandra Stepanova · Ivan Bukin · Rússia | Shari Koch · Christian Nüchtern · Alemanha       | Madeline Edwards · Zhao Kai Pang · Canadá         |